# Ксенія Ціхоцька
Ксенія Ціхоцька (англ. Ksenia Zsikhotska, інколи Zhikhotska; нар. 11 серпня 1989) — британська танцюристка і хореограф українського походження. Найбільш відома як професійна танцівниця в ірландському шоу «Танці з зірками». У парі з професійним партнером, Раяном Макшейном, були чемпіонами Великої Британії з латинської програми серед професіоналів 2016.

## Раннє життя
Ціхоцька народилася в Івано-Франківську. Почала танцювати народні танці з чотирьох років, а після переїзду до Великої Британії з матір'ю почала займатися бальними танцями.

## Кар'єра
У 2015 році Ціхоцька гастролювала Великою Британією та Ірландією з туром A Night to Remember професіонала Брендана Коула, відомого своєю участю в танцювальному телеконкурсі Strictly Come Dancing.
У 2016 році Ціхоцька з партнером, Раяном Макшейном, стали чемпіонами Великої Британії з латинської програми серед професіоналів.

## Британія має талант
У 2014 році, у восьмому сезоні шоу Britain's Got Talent («Британія має талант»), Ціхоцька допомогла створити групу бальних танців під назвою Kings & Queens («Королі й королеви»). Kings & Queens досягли півфіналу сезону, перш ніж вилетіли з шоу.

## Танці з зірками
У 2017 році Ціхоцька стала однією з професійних танцюристів першого сезону Dancing with the Stars («Танці з зірками»). Вона була в парі зі співаком Дейлом Кроніном. Кронін і Ціхоцька пройшли до півфіналу змагань і завершили їх на 4 місці.
У 2018 році Ціхоцька була партнеркою Марті Моррісі, ведучого телеканалу RTÉ. Пара протрималася на шоу до 8-го тижня змагань, посівши сьоме місце.
У наступному сезоні вона танцюватиме з колишнім гравцем в регбі Пітером Стрінгером.